# 吉安·弗朗切斯科·马利皮耶罗
（1882年3月18日—1973年8月1日），意大利作曲家，音乐学家。

## 生平
马利皮耶罗出生于一个威尼斯的音乐世家，他的祖父是一位歌剧作曲家。他在威尼斯音乐学院跟随Bossi学习作曲。1906-1909年他住在柏林，参加过布鲁赫的作曲班。1913年移居巴黎，参加了《春之祭》的首演，并结识了卡塞拉，回国后与他一起创办了意大利当代音乐协会。1921年任帕尔马音乐学院教授，1939年任威尼斯音乐学院院长，1952年退休后继续从事教学和研究工作。

## 音乐
马利皮耶罗的创作风格自成一派。他擅于从意大利威尼斯乐派，如维瓦尔第的作品中吸取灵感，但又不盲目模仿，常采用独具特色的和声。他的器乐曲短小精炼，不作过多复杂的主题发展，也避免复杂的对位，给人以清新而又神秘之感。他的歌剧则复兴了蒙特威尔第的精神。马利皮耶罗的音乐创作在20世纪意大利音乐史上站有很高的地位。另外，他在维瓦尔第，蒙特威尔第等人的作品编辑和研究方面也有很大的贡献。